# Erdmannsdorffstraße 211 (Wörlitz)

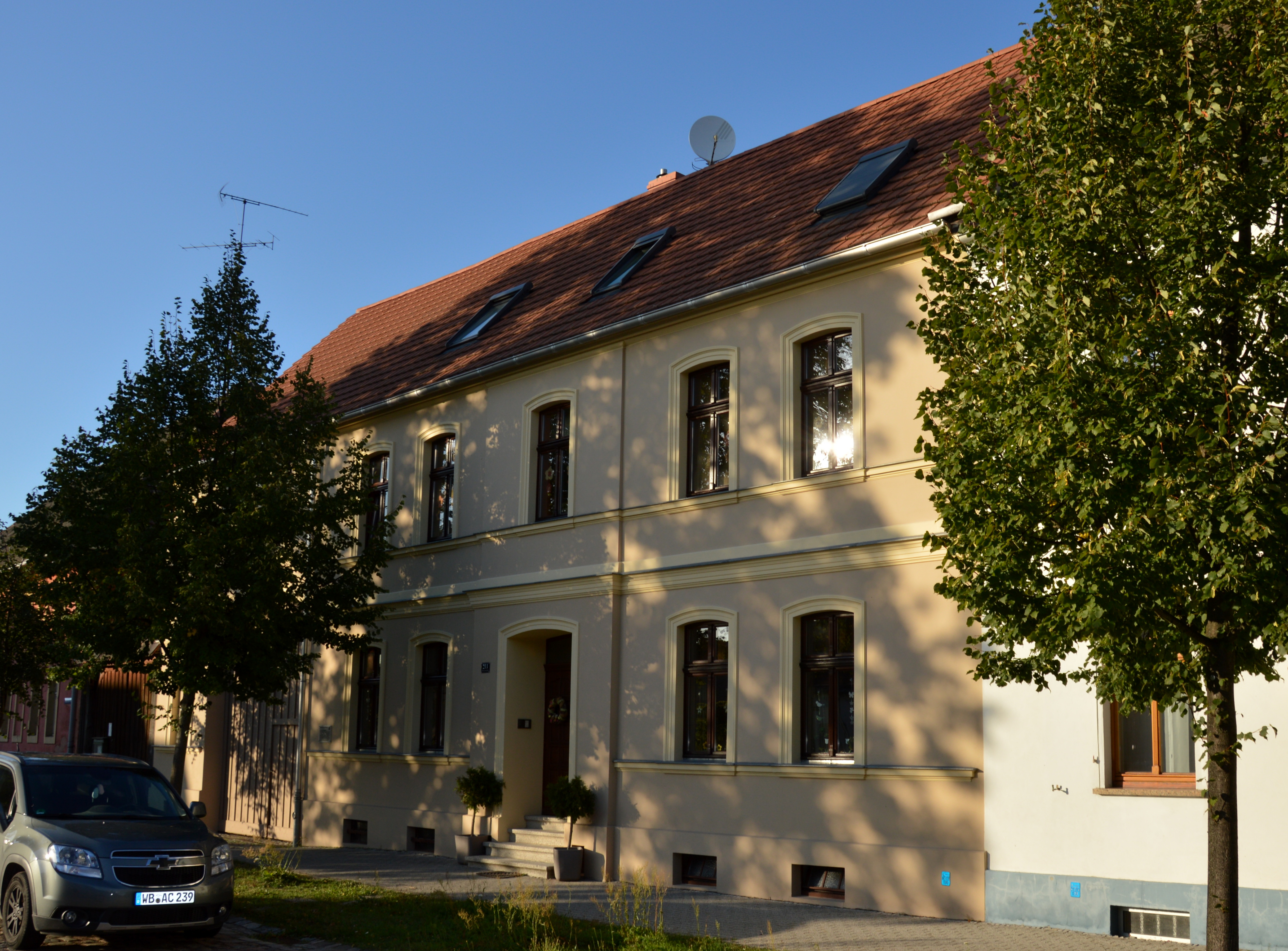
Haus Erdmannsdorffstraße 211

Das Gebäude Erdmannsdorffstraße 211 ist eine denkmalgeschützte Hofanlage in Wörlitz in Sachsen-Anhalt.
Sie befindet sich östlich der Wörlitzer Innenstadt an der Adresse Erdmannsdorffstraße 211. Im örtlichen Denkmalverzeichnis ist sie unter der Erfassungsnummer 094 40028 als Ackerbürgerhof eingetragen.

## Architektur und Geschichte
Der Ackerbürgerhof diente einst als Wohnhaus des Bäckermeisters Friedrich Lehmann. Seine Fachwerkbebauung aus dem 18. und 19. Jahrhundert geht auf einen älteren Ackerbürgerhof zurück. Im Jahr 1884 errichteten die als Landwirte tätigen Nachkommen Lehmanns den heute erhaltenen Vierseitenhof unter Einbeziehung älterer Bausubstanz. Straßenseitig entstand ein großes zweigeschossiges Wohnhaus. Der verputzte Bau ist mit einer im Stil des Spätklassizismus gestalteten Gesimsgliederung versehen. Darüber hinaus besteht eine profilierte Sohlbank.
Angehörige der Familie Lehmann bewohnten das Anwesen noch bis zum Anfang des 21. Jahrhunderts. Bis 2001 lebte der Feldbaumeister Ernst Lehmann im Haus. Heute (Stand 2015) wird es als Mehrgenerationenhaus genutzt.